# ムースジョー
ムースジョー（英: Moose Jaw）は、カナダのサスカチュワン州の都市。州都レジャイナから西に77 kmの距離の、トランスカナダハイウェイ上にある。ムースジョー川に面している。
州内ではサスカトゥーン、州都レジャイナ、プリンス・アルバートに次ぐ第4の都市である。ムースジョーは付近の農業生産物の集積地として鉄道の重要交差地となっている。カナダ軍ムースジョー基地（CFB Moose Jaw）はNATO軍の飛行訓練基地であり、カナダ軍曲技飛行隊「スノーバーズ（Snowbirds）」の本拠地になっている。

## 歴史
この町はクリー族とアシニボイン族が避寒地として使用していた。ミズーリ高原が渓谷を守り温暖な風が吹き込む。さらに河川が狭く水が留まるため入植地として適当であった。伝統的な毛皮交易者やメティのバッファロー狩りが最初に定住した。
ムースジョー川とサンダークリークの交差地が、豊富な水源が蒸気機関車に適していると1881年にカナダ太平洋鉄道の建設地に選ばれた。1882年に入植が開始され、1903年に市制施行された。カナディアン・ナショナル鉄道も通り、鉄道はこの町の開発にとても重要な役割を果たした。1883年に通年の水資源供給のためダムが建設された。
ムースジョー近辺の天候は曇天が少なく、1940年にはカナダ空軍と英連邦航空訓練計画の飛行訓練所としてムースジョー基地（RCAF Station Moose Jaw）が開設された。冷戦時代も引き続き訓練基地として活用され、カナダ軍曲技飛行隊「スノーバーズ（Snowbirds）」の本拠地になった。

## 経済
ムースジョーはカナディアン・ナショナル鉄道、カナダ太平洋鉄道が通っており、またトランスカナダハイウェイもあり交通の要所となっている。

## 交通

### 空港
- ムースジョー市立空港（Moose Jaw Municipal Airport）：IATA、ICAO名なし

### 鉄道
- カナディアン・ナショナル鉄道
- カナダ太平洋鉄道

### 公共交通
- ムースジョー交通局（Moose Jaw Transit）：市バスを運行

### 道路
- トランスカナダハイウェイ